# LV periodo legislativo del Congreso Nacional de Chile
El LV periodo legislativo del Congreso Nacional de Chile correspondió a la legislatura del Congreso Nacional tras las elecciones parlamentarias de 2017. Estuvo conformado por los senadores y los diputados miembros de sus respectivas cámaras, e inició el día 11 de marzo de 2018 y concluyó el día 10 de marzo de 2022.
En el proceso electoral de 2017 se renovó en su totalidad la Cámara de Diputados, cuyos miembros ejercerán sus cargos por un periodo de cuatro años y por ende únicamente en este periodo legislativo; asimismo, se eligieron 23 senadores, correspondientes a las circunscripciones de las regiones Tarapacá, Arica y Parinacota, Atacama, Valparaíso, Maule, Araucanía y Aysén, que desempeñarán sus cargos por un periodo de ocho años, y por lo tanto lo harán también en el posterior periodo legislativo. En las elecciones de 2013 se eligieron 20 senadores, correspondientes a las circunscripciones de las regiones Antofagasta, Coquimbo, Metropolitana, O'Higgins, Biobío, Los Lagos, Los Ríos y Magallanes, que concluirán su mandato durante este periodo legislativo.
Este es el único periodo legislativo con la estructura de 155 diputados y 43 senadores, sistema instaurado con la reforma electoral aprobada el 2015. A contar del próximo periodo el Congreso cuenta con 155 diputados y 50 senadores, terminando de componer lo que señala la reforma.

## Senado de la República
El Senado de la República se conformó con 20 senadores electos desde 2013 y que ya estaban presentes desde el anterior periodo legislativo, y 23 nuevos senadores correspondiente a las regiones de Tarapacá, Arica y Parinacota, Atacama, Valparaíso, Maule, Araucanía y Aysén, electos para un periodo de ocho años, dando un total de 43 senadores.
La composición del Senado en el LV periodo legislativo es la siguiente:

### Miembros actuales
| Región             | Circunscripción | Senadores                            | Partido |
| Arica y Parinacota | 1               | José Durana Semir                    | UDI     |
| Arica y Parinacota | 1               | José Miguel Insulza Salinas          | PS      |
| Tarapacá           | 2               | Luz Ebensperger Orrego               | UDI     |
| Tarapacá           | 2               | Jorge Soria Quiroga                  | IND-PPD |
| Antofagasta        | 2               | Alejandro Guillier Álvarez           | IND-PR  |
| Antofagasta        | 2               | Pedro Araya Guerrero                 | IND-PPD |
| Atacama            | 4               | Yasna Provoste Campillay             | PDC     |
| Atacama            | 4               | Rafael Prohens Espinosa              | RN      |
| Coquimbo           | 4               | Jorge Pizarro Soto                   | PDC     |
| Coquimbo           | 4               | Adriana Muñoz D’Albora               | PPD     |
| Valparaíso         | 6               | Isabel Allende Bussi                 | PS      |
| Valparaíso         | 6               | Francisco Chahuán Chahuán            | RN      |
| Valparaíso         | 6               | Ricardo Lagos Weber                  | PPD     |
| Valparaíso         | 6               | Juan Ignacio Latorre Riveros         | RD      |
| Valparaíso         | 6               | Kenneth Pugh Olavarría               | RN      |
| Metropolitana      | 7               | Guido Girardi Lavín                  | PPD     |
| Metropolitana      | 7               | Marcela Sabat Fernández              | RN      |
| Metropolitana      | 8               | Manuel José Ossandón Irarrázaval     | RN      |
| Metropolitana      | 8               | Carlos Montes Cisternas              | PS      |
| O'Higgins          | 9               | Juan Pablo Letelier Morel            | PS      |
| O'Higgins          | 9               | Alejandro García-Huidobro Sanfuentes | UDI     |
| Maule              | 9               | Juan Castro Prieto                   | IND-RN  |
| Maule              | 9               | Juan Antonio Coloma Correa           | UDI     |
| Maule              | 9               | Álvaro Elizalde Soto                 | PS      |
| Maule              | 9               | Rodrigo Galilea Vial                 | RN      |
| Maule              | 9               | Ximena Rincón González               | PDC     |
| Bío-Bío y Ñuble    | 12              | Alejandro Navarro Brain              | FRVS    |
| Bío-Bío y Ñuble    | 12              | Jacqueline van Rysselberghe Herrera  | UDI     |
| Bío-Bío y Ñuble    | 13              | Loreto Carvajal Ambiado              | PPD     |
| Bío-Bío y Ñuble    | 13              | Claudio Alvarado Andrade             | UDI     |
| La Araucanía       | 11              | Carmen Gloria Aravena Acuña          | IND-RN  |
| La Araucanía       | 11              | José García Ruminot                  | RN      |
| La Araucanía       | 11              | Francisco Huenchumilla Jaramillo     | PDC     |
| La Araucanía       | 11              | Felipe Kast Sommerhoff               | EVOP    |
| La Araucanía       | 11              | Jaime Quintana Leal                  | PPD     |
| Los Ríos           | 16              | Alfonso de Urresti Longton           | PS      |
| Los Ríos           | 16              | Ena von Baer Jahn                    | UDI     |
| Los Lagos          | 17              | Rabindranath Quinteros Lara          | PS      |
| Los Lagos          | 17              | Iván Moreira Barros                  | UDI     |
| Aysén              | 14              | Ximena Órdenes Neira                 | PPD     |
| Aysén              | 14              | David Sandoval Plaza                 | UDI     |
| Magallanes         | 19              | Carolina Goic Boroevic               | PDC     |
| Magallanes         | 19              | Carlos Bianchi Chelech               | IND     |

### Número de senadores por afiliación política
| Partido | Partido                         | Senadores | Coalición | Coalición                     | Senadores |
| ------- | ------------------------------- | --------- | --------- | ----------------------------- | --------- |
|         | Unión Demócrata Independiente   | 9         |           | Chile Vamos                   | 19        |
|         | Renovación Nacional             | 8         |           | Chile Vamos                   | 19        |
|         | Evolución Política              | 2         |           | Chile Vamos                   | 19        |
|         | Partido Demócrata Cristiano     | 5         |           | Convergencia Democrática      | 6         |
|         | Independiente pro Nueva Mayoría | 1         |           | Convergencia Democrática      | 6         |
|         | Partido por la Democracia       | 7         |           | La Fuerza de la Mayoría       | 15        |
|         | Partido Socialista de Chile     | 7         |           | La Fuerza de la Mayoría       | 15        |
|         | Independiente pro Nueva Mayoría | 1         |           | La Fuerza de la Mayoría       | 15        |
|         | Revolución Democrática          | 1         |           | Frente Amplio                 | 1         |
|         | País                            | 1         |           | Por Todo Chile                | 1         |
|         | Independientes fuera de pacto   | 1         |           | Independientes fuera de pacto | 1         |

| Partido | Partido                              | Senadores | Coalición                     | Coalición                     | Senadores |
| ------- | ------------------------------------ | --------- | ----------------------------- | ----------------------------- | --------- |
|         | Unión Demócrata Independiente        | 9         |                               | Chile Vamos                   | 19        |
|         | Renovación Nacional                  | 9         |                               | Chile Vamos                   | 19        |
|         | Evolución Política                   | 1         |                               | Chile Vamos                   | 19        |
|         | Partido Demócrata Cristiano          | 5         |                               | Unidad Constituyente          | 21        |
|         | Partido por la Democracia            | 8         |                               | Unidad Constituyente          | 21        |
|         | Partido Socialista de Chile          | 7         |                               | Unidad Constituyente          | 21        |
|         | Independientes Unidad Constituyente  | 1         |                               | Unidad Constituyente          | 21        |
|         | Revolución Democrática               | 1         |                               | Apruebo Dignidad              | 2         |
|         | Federación Regionalista Verde Social | 1         |                               | Apruebo Dignidad              | 2         |
|         | Independientes fuera de pacto        | 1         | Independientes fuera de pacto | Independientes fuera de pacto | 1         |

Nota:
- En el sistema electoral válido hasta 2013, las listas presentaban dos candidatos por circunscripción, pudiendo estos ser militantes de partidos miembros de la lista, o ser independientes pro-lista, con el apoyo de uno de los partidos, pero esto no los ligaba necesariamente a este. Al cambiarse el sistema el 2017, los independientes van dentro de la sub-lista de un partido, por lo que desde estas elecciones se les contabiliza como miembros electos por el partido.
- Las circunscripciones con sus números en cursiva eligieron a sus representantes en 2013; con el cambio de sistema electoral, los números de las circunscripciones electorales fueron cambiados. Este cambio aplicará a estas regiones en las 2021.

### Presidentes del Senado
Por decisión del pacto Nueva Mayoría el senador socialista Carlos Montes Cisternas asumió como presidente del Senado el 11 de marzo de 2018. 
| Inicio               | Término              | Presidente | Presidente               | Partido | Partido |
| -------------------- | -------------------- | ---------- | ------------------------ | ------- | ------- |
| 11 de marzo de 2018  | 12 de marzo de 2019  |            | Carlos Montes Cisternas  |         | PS      |
| 12 de marzo de 2019  | 17 de marzo de 2020  |            | Jaime Quintana Leal      |         | PPD     |
| 17 de marzo de 2020  | 17 de marzo de 2021  |            | Adriana Muñoz D'Albora   |         | PPD     |
| 17 de marzo de 2021  | 24 de agosto de 2021 |            | Yasna Provoste Campillay |         | PDC     |
| 25 de agosto de 2021 | 11 de marzo de 2022  |            | Ximena Rincón González   |         | PDC     |

### Vicepresidente
- Primer año de ejercicio (2018 - 2019):
  - Carlos Bianchi Chelech (IND)
- Segundo año de ejercicio (2019 - 2020):
  - Alfonso de Urresti Longton (PS)
- Tercer año de ejercicio (2020 - 2021):
  - Rabindranath Quinteros Lara (PS)
- Cuarto año de ejercicio (2021-2022):
  - Jorge Pizarro Soto (PDC)

## Cámara de Diputados
La Cámara de Diputados está compuesta por 155 legisladores electos para un periodo de 4 años y reelegibles para el periodo inmediato. Los 155 diputados son electos mediante el sistema proporcional, por cada uno de los distritos electorales del país, que eligen de tres a ocho diputados, dependiendo de su población.
La composición de la Cámara de Diputados en el LV periodo legislativo es como sigue:

### Miembros actuales
| Región             | Distrito | Diputados                        | Partido  |
| Arica y Parinacota | 1        | Vlado Mirosevic Verdugo          | PL       |
| Arica y Parinacota | 1        | Nino Baltolu Rasera              | UDI      |
| Arica y Parinacota | 1        | Luis Rocafull López              | PS       |
| Tarapacá           | 2        | Renzo Trisotti Martínez          | UDI      |
| Tarapacá           | 2        | Ramón Galleguillos Castillo      | RN       |
| Tarapacá           | 2        | Rubén Moraga Mamani              | PCCh     |
| Antofagasta        | 3        | Paulina Núñez Urrutia            | RN       |
| Antofagasta        | 3        | José Miguel Castro Bascuñán      | RN       |
| Antofagasta        | 3        | Marcela Hernando Pérez           | PR       |
| Antofagasta        | 3        | Esteban Velásquez Núñez          | FREVS    |
| Antofagasta        | 3        | Catalina Pérez Salinas           | RD       |
| Atacama            | 4        | Daniella Cicardini Milla         | PS       |
| Atacama            | 4        | Juan Santana Castillo            | PS       |
| Atacama            | 4        | Sofía Cid Versalovic             | RN       |
| Atacama            | 4        | Nicolás Noman Garrido            | UDI      |
| Atacama            | 4        | Jaime Mulet Martínez             | FREVS    |
| Coquimbo           | 5        | Sergio Gahona Salazar            | UDI      |
| Coquimbo           | 5        | Juán Manuel Fuenzalida Cobo      | UDI      |
| Coquimbo           | 5        | Francisco Eguiguren Correa       | RN       |
| Coquimbo           | 5        | Pedro Velásquez Seguel           | Ind.     |
| Coquimbo           | 5        | Daniel Núñez Arancibia           | PCCh     |
| Coquimbo           | 5        | Raúl Saldívar Auger              | PS       |
| Coquimbo           | 5        | Matías Walker Prieto             | PDC      |
| Valparaíso         | 6        | Andrés Longton Herrera           | RN       |
| Valparaíso         | 6        | Luis Pardo Sáinz                 | RN       |
| Valparaíso         | 6        | Camila Flores Oporto             | RN       |
| Valparaíso         | 6        | Pablo Kast Sommerhoff            | Ind-EVOP |
| Valparaíso         | 6        | Marcelo Schilling Rodríguez      | PS       |
| Valparaíso         | 6        | Carolina Marzán Pinto            | PPD      |
| Valparaíso         | 6        | Daniel Verdessi Belemmi          | PDC      |
| Valparaíso         | 6        | Diego Ibáñez Cotroneo            | CS       |
| Valparaíso         | 7        | María José Hoffmann Opazo        | UDI      |
| Valparaíso         | 7        | Osvaldo Urrutia Soto             | UDI      |
| Valparaíso         | 7        | Andrés Celis Montt               | RN       |
| Valparaíso         | 7        | Camila Rojas Valderrama          | COM      |
| Valparaíso         | 7        | Jorge Brito Hasbún               | RD       |
| Valparaíso         | 7        | Rodrigo González Torres          | PPD      |
| Valparaíso         | 7        | Marcelo Díaz Díaz                | Unir     |
| Valparaíso         | 7        | Víctor Torres Jeldes             | PDC      |
| Metropolitana      | 8        | Joaquín Lavín León               | UDI      |
| Metropolitana      | 8        | Cristián Labbé Martínez          | UDI      |
| Metropolitana      | 8        | Camilo Morán Bahamondes          | RN       |
| Metropolitana      | 8        | Claudia Mix Jiménez              | COM      |
| Metropolitana      | 8        | Pablo Vidal Rojas                | Ind.     |
| Metropolitana      | 8        | Pepe Auth Stewart                | Ind.     |
| Metropolitana      | 8        | Carmen Hertz Cádiz               | PCCh     |
| Metropolitana      | 8        | Gabriel Silber Romo              | PDC      |
| Metropolitana      | 9        | Érika Olivera De la Fuente       | Ind-RN   |
| Metropolitana      | 9        | Jorge Durán Espinoza             | RN       |
| Metropolitana      | 9        | Sebastián Keitel Bianchi         | Ind-EVOP |
| Metropolitana      | 9        | Karol Cariola Oliva              | PCCh     |
| Metropolitana      | 9        | Boris Barrera Moreno             | PCCh     |
| Metropolitana      | 9        | Cristina Girardi Lavín           | PPD      |
| Metropolitana      | 9        | Maite Orsini Pascal              | RD       |
| Metropolitana      | 10       | Tomás Fuentes Barros             | RN       |
| Metropolitana      | 10       | Sebastián Torrealba Alvarado     | RN       |
| Metropolitana      | 10       | Jorge Alessandri Vergara         | UDI      |
| Metropolitana      | 10       | Luciano Cruz-Coke Carvallo       | EVOP     |
| Metropolitana      | 10       | Giorgio Jackson Drago            | RD       |
| Metropolitana      | 10       | Natalia Castillo Muñoz           | Ind.     |
| Metropolitana      | 10       | Gonzalo Winter Etcheberry        | CS       |
| Metropolitana      | 10       | Maya Fernández Allende           | PS       |
| Metropolitana      | 11       | Gonzalo Fuenzalida Figueroa      | RN       |
| Metropolitana      | 11       | Catalina del Real Mihovilovic    | RN       |
| Metropolitana      | 11       | Karin Luck Urban                 | RN       |
| Metropolitana      | 11       | Francisco Undurraga Gazitúa      | EVOP     |
| Metropolitana      | 11       | Guillermo Ramírez Diez           | UDI      |
| Metropolitana      | 11       | Tomás Hirsch Goldschmidt         | Ind.     |
| Metropolitana      | 12       | Ximena Ossandón Irarrázabal      | RN       |
| Metropolitana      | 12       | Leopoldo Pérez Lahsen            | RN       |
| Metropolitana      | 12       | Álvaro Carter Fernández          | Ind.     |
| Metropolitana      | 12       | Pamela Jiles Moreno              | PH       |
| Metropolitana      | 12       | Miguel Crispi Serrano            | RD       |
| Metropolitana      | 12       | Camila Vallejo Dowling           | PCCh     |
| Metropolitana      | 12       | Amaro Labra Sepúlveda            | PCCh     |
| Metropolitana      | 13       | Guillermo Teillier del Valle     | PCCh     |
| Metropolitana      | 13       | Tucapel Jiménez Fuentes          | PPD      |
| Metropolitana      | 13       | Eduardo Durán Salinas            | RN       |
| Metropolitana      | 13       | Cristhian Moreira Barros         | UDI      |
| Metropolitana      | 13       | Gael Yeomans Araya               | CS       |
| Metropolitana      | 14       | Juan Antonio Coloma Álamos       | UDI      |
| Metropolitana      | 14       | Nora Cuevas Contreras            | UDI      |
| Metropolitana      | 14       | Raúl Leiva Carvajal              | PS       |
| Metropolitana      | 14       | Leonardo Soto Ferrada            | PS       |
| Metropolitana      | 14       | Marisela Santibáñez Novoa        | PCCh     |
| Metropolitana      | 14       | Marcela Sandoval Osorio          | RD       |
| O'Higgins          | 15       | Javier Macaya Danús              | UDI      |
| O'Higgins          | 15       | Juan Manuel Masferrer Vidal      | UDI      |
| O'Higgins          | 15       | Diego Schalper Sepúlveda         | Ind-RN   |
| O'Higgins          | 15       | Juan Luis Castro González        | PS       |
| O'Higgins          | 15       | Raúl Soto Mardones               | Ind-PPD  |
| O'Higgins          | 16       | Ramón Barros Montero             | UDI      |
| O'Higgins          | 16       | Virginia Troncoso Hellman        | Ind.     |
| O'Higgins          | 16       | Alejandra Sepúlveda Orbenes      | FREVS    |
| O'Higgins          | 16       | Cosme Mellado Pino               | PR       |
| Maule              | 17       | Celso Morales Espinosa           | UDI      |
| Maule              | 17       | Pedro Álvarez-Salamanca Ramírez  | UDI      |
| Maule              | 17       | Hugo Rey Martínez                | RN       |
| Maule              | 17       | Pablo Prieto Lorca               | Ind-RN   |
| Maule              | 17       | Alexis Sepúlveda Soto            | PRSD     |
| Maule              | 17       | Pablo Lorenzini Basso            | Ind.     |
| Maule              | 17       | Florcita Alarcón Rojas           | Ind.     |
| Maule              | 18       | Ignacio Urrutia Bonilla          | PRCh     |
| Maule              | 18       | Rolando Rentería Moller          | UDI      |
| Maule              | 18       | Manuel José Matta Aragay         | PDC      |
| Maule              | 18       | Jaime Naranjo Ortíz              | PS       |
| Ñuble y Bío-Bío    | 19       | Frank Sauberbaum Muñoz           | RN       |
| Ñuble y Bío-Bío    | 19       | Gustavo Sanhueza Dueñas          | UDI      |
| Ñuble y Bío-Bío    | 19       | Carlos Abel Jarpa Wevar          | Ind.     |
| Ñuble y Bío-Bío    | 19       | Patricia Rubio Escobar           | PPD      |
| Ñuble y Bío-Bío    | 19       | Jorge Sabag Villalobos           | PDC      |
| Bío-Bío            | 20       | Enrique van Rysselberghe Herrera | UDI      |
| Bío-Bío            | 20       | Sergio Bobadilla Muñoz           | UDI      |
| Bío-Bío            | 20       | Francesca Muñoz González         | RN       |
| Bío-Bío            | 20       | Leonidas Romero Sáez             | RN       |
| Bío-Bío            | 20       | Gastón Saavedra Chandía          | PS       |
| Bío-Bío            | 20       | Jaime Tohá González              | PS       |
| Bío-Bío            | 20       | José Miguel Ortiz Novoa          | PDC      |
| Bío-Bío            | 20       | Félix González Gatica            | PEV      |
| Bío-Bío            | 21       | Iván Norambuena Farías           | UDI      |
| Bío-Bío            | 21       | Cristóbal Urruticoechea Ríos     | PRCh     |
| Bío-Bío            | 21       | José Pérez Arriagada             | PR       |
| Bío-Bío            | 21       | Manuel Monsalve Benavides        | PS       |
| Bío-Bío            | 21       | Joanna Pérez Olea                | PDC      |
| La Araucanía       | 22       | Diego Paulsen Kehr               | RN       |
| La Araucanía       | 22       | Jorge Rathgeb Schifferli         | RN       |
| La Araucanía       | 22       | Andrea Parra Sauterel            | PPD      |
| La Araucanía       | 22       | Mario Venegas Cárdenas           | PDC      |
| La Araucanía       | 23       | René Manuel García García        | RN       |
| La Araucanía       | 23       | Miguel Mellado Suazo             | RN       |
| La Araucanía       | 23       | Andrés Molina Magofke            | EVOP     |
| La Araucanía       | 23       | Sebastián Álvarez Ramírez        | EVOP     |
| La Araucanía       | 23       | Ricardo Celis Araya              | PPD      |
| La Araucanía       | 23       | Fernando Meza Moncada            | Ind.     |
| La Araucanía       | 23       | René Saffirio Espinoza           | Ind.     |
| Los Ríos           | 24       | Bernardo Berger Fett             | Ind-RN   |
| Los Ríos           | 24       | Gastón Von Mühlenbrock Zamora    | UDI      |
| Los Ríos           | 24       | Marcos Ilabaca Cerda             | PS       |
| Los Ríos           | 24       | Patricio Rosas Barrientos        | Ind.     |
| Los Ríos           | 24       | Iván Flores García               | PDC      |
| Los Lagos          | 25       | Harry Jürgensen Rundshagen       | PRCh     |
| Los Lagos          | 25       | Javier Hernández Hernández       | UDI      |
| Los Lagos          | 25       | Fidel Espinoza Sandoval          | PS       |
| Los Lagos          | 25       | Emilia Nuyado Ancapichún         | PS       |
| Los Lagos          | 26       | Alejandro Santana Tirachini      | RN       |
| Los Lagos          | 26       | Carlos Kuschel Silva             | RN       |
| Los Lagos          | 26       | Jenny Álvarez Vera               | PS       |
| Los Lagos          | 26       | Alejandro Bernales Maldonado     | PL       |
| Los Lagos          | 26       | Gabriel Ascencio Mansilla        | PDC      |
| Aysén              | 27       | René Alinco Bustos               | Ind.     |
| Aysén              | 27       | Miguel Ángel Calisto Águila      | PDC      |
| Aysén              | 27       | Aracely Leuquén Uribe            | RN       |
| Magallanes         | 28       | Gabriel Boric Font               | CS       |
| Magallanes         | 28       | Karim Bianchi Retamales          | Ind-PR   |
| Magallanes         | 28       | Sandra Amar Mancilla             | Ind.     |

|}

### Número de diputados por afiliación política
| Partido | Partido                              | Diputados | Coalición | Coalición                     | Diputados |
| ------- | ------------------------------------ | --------- | --------- | ----------------------------- | --------- |
|         | Unión Demócrata Independiente        | 30        |           | Chile Vamos                   | 72        |
|         | Renovación Nacional                  | 36        |           | Chile Vamos                   | 72        |
|         | Evolución Política                   | 6         |           | Chile Vamos                   | 72        |
|         | Partido Demócrata Cristiano          | 14        |           | Convergencia Democrática      | 14        |
|         | Partido por la Democracia            | 8         |           | La Fuerza de la Mayoría       | 43        |
|         | Partido Socialista de Chile          | 19        |           | La Fuerza de la Mayoría       | 43        |
|         | Partido Radical Socialdemócrata      | 8         |           | La Fuerza de la Mayoría       | 43        |
|         | Partido Comunista de Chile           | 8         |           | La Fuerza de la Mayoría       | 43        |
|         | Revolución Democrática               | 10        |           | Frente Amplio                 | 20        |
|         | Partido Humanista de Chile           | 5         |           | Frente Amplio                 | 20        |
|         | Partido Liberal de Chile             | 2         |           | Frente Amplio                 | 20        |
|         | Partido Igualdad                     | 1         |           | Frente Amplio                 | 20        |
|         | Partido Ecologista Verde de Chile    | 1         |           | Frente Amplio                 | 20        |
|         | Poder Ciudadano                      | 1         |           | Frente Amplio                 | 20        |
|         | Federación Regionalista Verde Social | 4         |           | Coalición Regionalista Verde  | 4         |
|         | Partido Progresista                  | 1         |           | Por Todo Chile                | 1         |
|         | Independientes fuera de pacto        | 1         |           | Independientes fuera de pacto | 1         |

| Partido | Partido                              | Diputados | Coalición                     | Coalición                     | Diputados |
| ------- | ------------------------------------ | --------- | ----------------------------- | ----------------------------- | --------- |
|         | Unión Demócrata Independiente        | 26        |                               | Chile Vamos                   | 69        |
|         | Renovación Nacional                  | 33        |                               | Chile Vamos                   | 69        |
|         | Evolución Política                   | 6         |                               | Chile Vamos                   | 69        |
|         | Independientes Chile Vamos           | 4         |                               | Chile Vamos                   | 69        |
|         | Partido Demócrata Cristiano          | 12        |                               | Unidad Constituyente          | 48        |
|         | Partido por la Democracia            | 7         |                               | Unidad Constituyente          | 48        |
|         | Partido Socialista de Chile          | 17        |                               | Unidad Constituyente          | 48        |
|         | Partido Radical de Chile             | 4         |                               | Unidad Constituyente          | 48        |
|         | Partido Liberal de Chile             | 2         |                               | Unidad Constituyente          | 48        |
|         | Nuevo Trato                          | 2         |                               | Unidad Constituyente          | 48        |
|         | Independientes Unidad Constituyente  | 4         |                               | Unidad Constituyente          | 48        |
|         | Revolución Democrática               | 6         |                               | Apruebo Dignidad              | 27        |
|         | Convergencia Social                  | 4         |                               | Apruebo Dignidad              | 27        |
|         | Comunes                              | 2         |                               | Apruebo Dignidad              | 27        |
|         | Movimiento UNIR                      | 2         |                               | Apruebo Dignidad              | 27        |
|         | Partido Comunista de Chile           | 9         |                               | Apruebo Dignidad              | 27        |
|         | Federación Regionalista Verde Social | 3         |                               | Apruebo Dignidad              | 27        |
|         | Acción Humanista                     | 1         |                               | Apruebo Dignidad              | 27        |
|         | Partido Humanista de Chile           | 1         | Sin definir                   | Sin definir                   | 1         |
|         | Partido Ecologista Verde de Chile    | 1         | Sin definir                   | Sin definir                   | 1         |
|         | Partido Republicano                  | 3         | Sin definir                   | Sin definir                   | 3         |
|         | Independientes fuera de pacto        | 6         | Independientes fuera de pacto | Independientes fuera de pacto | 6         |

Nota:
- En cursiva se destacan los movimientos no constituidos legalmente como partidos, pero que tienen diputados que aducen militancia en ellos. Los partidos y movimientos que constituyen la coalición Frente Amplio llegaron a acuerdos de representación donde partidos legalmente inscritos llevan candidatos de movimientos que no alcanzaron las exigencias para inscribirse, o a prestarse cupos entre partidos no inscritos en ciertas regiones. Sumado a esto, hicieron una campaña de inscripción en Revolución Democrática para que este partido convocara a primarias presidenciales legales en 2017, por lo que miembros de movimientos pequeños y de otros partidos pueden aparecer instrumentalmente inscritos en este partido.[1]

### Presidentes de la Cámara de Diputados
Por acuerdo entre los pactos Nueva Mayoría, Frente Amplio y el partido Federación Regionalista Verde Social, la diputada socialista Maya Fernández asumió como presidenta de la Cámara Baja el 11 de marzo de 2018. Los mismos partidos acordaron que en los próximos dos años el cupo le corresponderá a diputados demócratacristianos  y en los últimos dos años de gobierno a un socialista.
| Inicio              | Término             | Presidente | Presidente             | Partido | Partido |
| ------------------- | ------------------- | ---------- | ---------------------- | ------- | ------- |
| 11 de marzo de 2018 | 19 de marzo de 2019 |            | Maya Fernández Allende |         | PS      |
| 19 de marzo de 2019 | 7 de abril de 2020  |            | Iván Flores García     |         | PDC     |
| 7 de abril de 2020  | 11 de marzo de 2022 |            | Diego Paulsen Kehr     |         | RN      |

### Vicepresidentes
- Primer año de ejercicio (2018 - 2019):
  - Jaime Mulet Martínez (FREVS)
  - Mario Venegas Cárdenas (PDC)
- Segundo año de ejercicio (2019 - 2020):
  - Loreto Carvajal Ambiado (PPD)
  - Pepe Auth Stewart (Ind-PR)
- Tercer y Cuarto año de ejercicio (2020 - 2022):
  - Francisco Undurraga Gazitúa (EVOP)
  - Rodrigo González Torres (PPD)